# Galerie dorée
La galerie dorée est une galerie d'apparat de style Régence située dans l’hôtel de Toulouse à Paris, actuel siège de la Banque de France, et dont elle est la pièce emblématique.
Avec la galerie des Glaces du château de Versailles et la Galerie d'Apollon du palais du Louvre, elle est considérée comme l’une des plus somptueuses galeries françaises.

## Histoire

### XVIIesiècle: construction et décoration
En 1635, Louis Phélypeaux de La Vrillière, secrétaire d’État de Louis XIII et collectionneur d’art, demande à François Mansart de lui construire un hôtel particulier, qui deviendra l’Hôtel de La Vrillière, actuel Hôtel de Toulouse,.
La galerie dorée y est construite entre 1635 et 1640,. La conception de la galerie s'inspire de la galerie du palais Farnèse.
De 1646 à 1649, le peintre François Perrier orne la voûte de scènes mythologiques : Le Triomphe d’Apollon ; L’Aurore ; La Nuit ; Junon et Éole ; Neptune et Amphitrite ; Jupiter et Sémélé ; Pluton et Proserpine.

### XVIIIesiècle: nouvelle campagne décorative

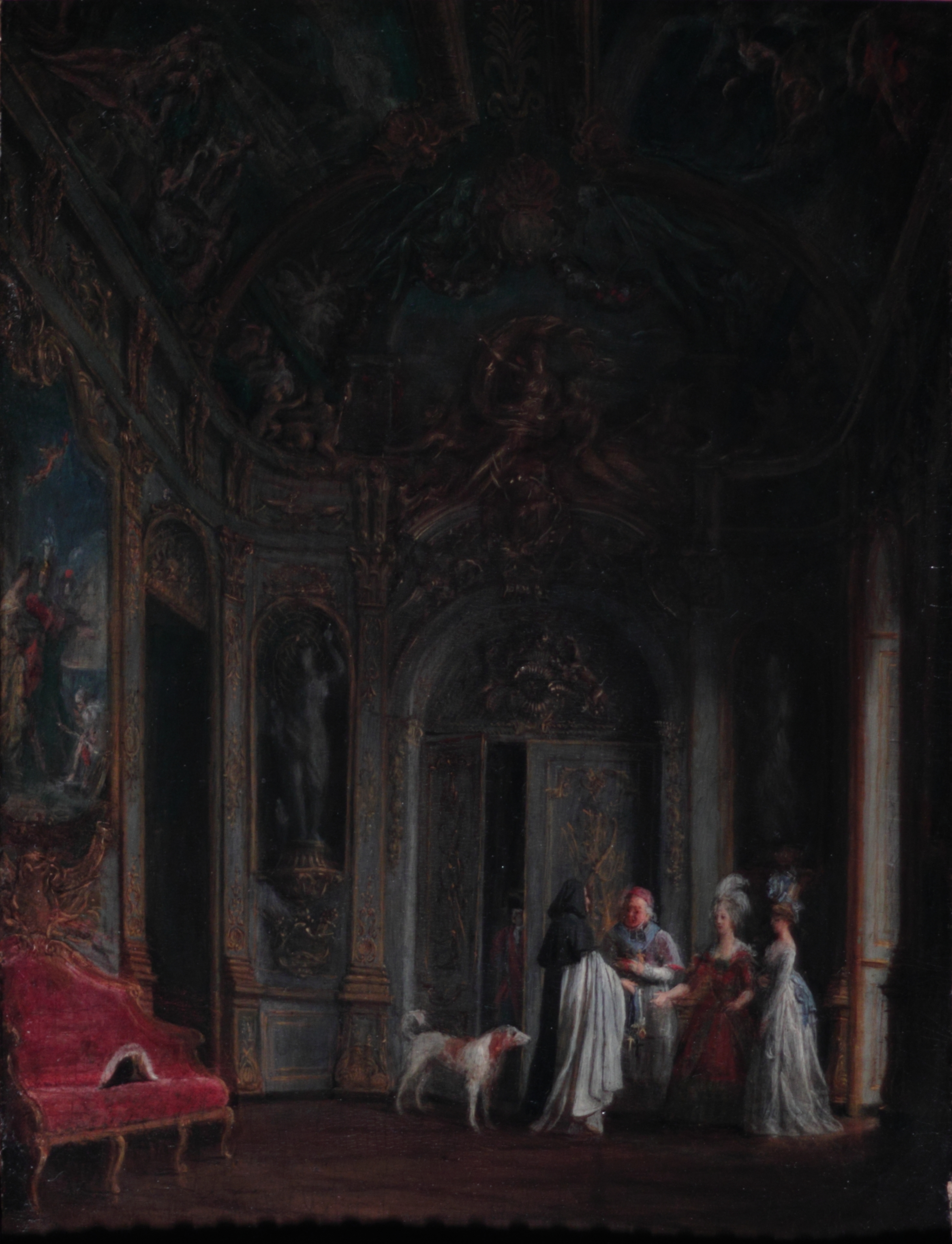
La Galerie dorée sous Louis XVI, par Jean-François Garneray.

En 1713, Louis-Alexandre de Bourbon, comte de Toulouse et bâtard légitimé de Louis XIV, achète l’Hôtel de la Vrillière et la demeure prend le nom d’Hôtel de Toulouse. Entre 1714 et 1719, il fait entièrement redécorer la Galerie par l’architecte Robert de Cotte. Le sculpteur François-Antoine Vassé, membre de l'Académie Royale de peinture et de sculpture et dessinateur général de la Marine royale, réalise de somptueux lambris,,.

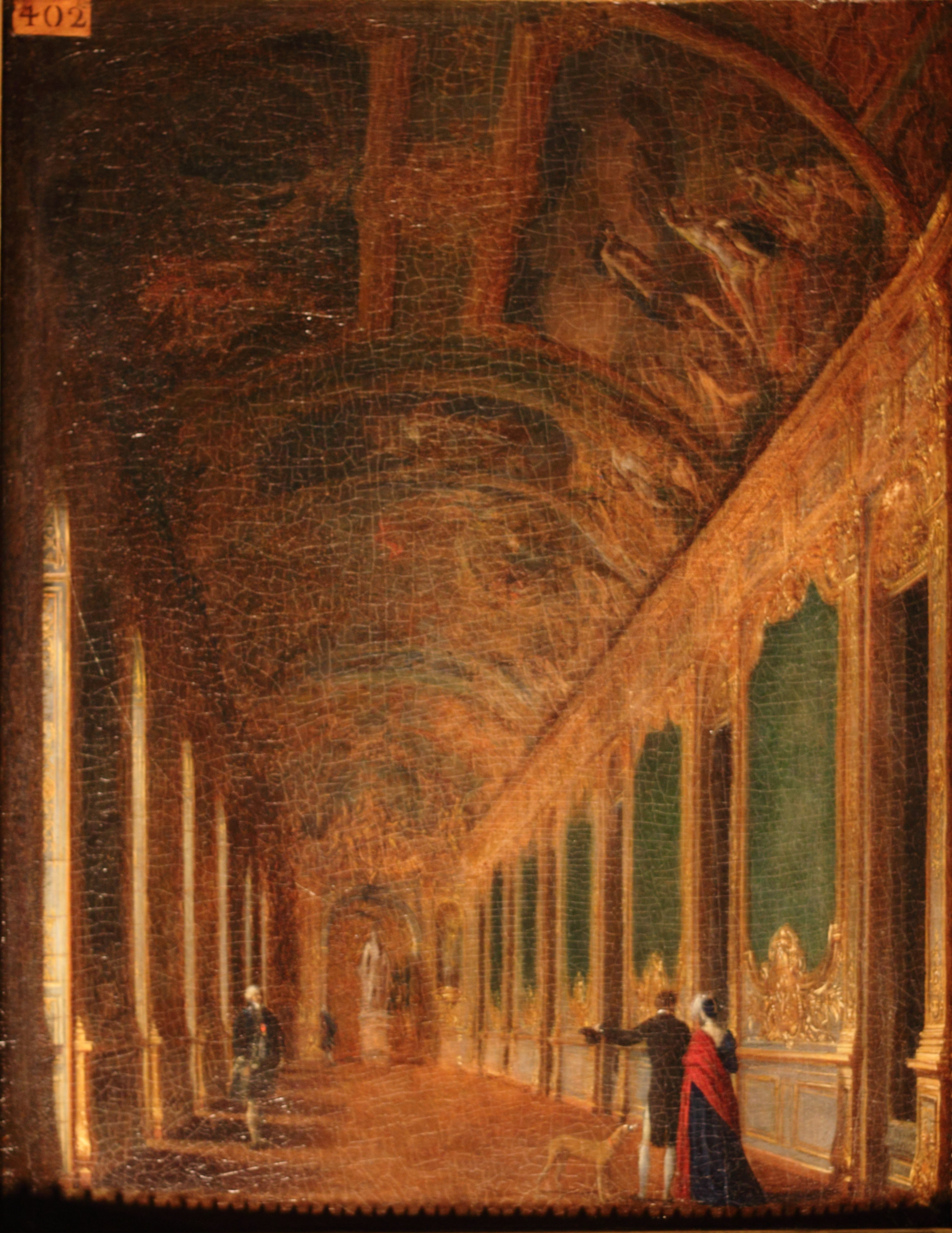
La galerie dorée sous le Premier Empire, par Jean-François Garneray.

#### Confiscation révolutionnaire
En 1793, à la mort du  duc de Penthièvre (fils du comte de Toulouse), l’hôtel est confisqué comme bien national. La Galerie sert d’entrepôt de papier à l’Imprimerie nationale. Elle subit altérations et vandalismes : des tableaux de maître sont envoyés dans différents musées (notamment au Louvre), d'autres sont découpés ; le monogramme du comte de Toulouse est brûlé… Les boiseries sont épargnées.

### XIXesiècle: siège de la Banque de France - Vicissitudes
En 1808, la Banque de France, créée huit ans plus tôt par Napoléon Bonaparte, achète l'Hôtel de Toulouse. Le 17 janvier 1810, elle y tient la première assemblée générale de ses actionnaires - les deux cents familles - avant de s’y installer en 1811.
Tout au long du XIXe siècle, l’état de la Galerie se détériore à cause de glissements de terrain et de l'instabilité des fondations due à une très forte sécheresse. Un rapport de 1858 suggère même de la raser. Le gouverneur de la Banque de France, Charles Le Bègue de Germiny, s'y oppose.
Entre 1870 et 1876, la Galerie est démontée et remontée par Charles Questel. Trop dégradées, les fresques de François Perrier ne peuvent être sauvées. Elles sont reproduites sous forme de toile marouflée, réalisées de 1865 à 1869 par Paul et Raymond Balze et les frères Denuelle.
En revanche, les boiseries de François-Antoine Vassé sont intégralement conservées.
Des copies remplacent les dix tableaux originaux déposés sous la Révolution.
La Galerie retrouve alors sa fonction d’accueil des assemblées générales des actionnaires de la Banque, qui s’y tiendront jusqu’à la nationalisation de l’établissement en 1936.

### XXesiècle: lieu événementiel
À partir de 1936, la Galerie accueille divers événements : réunions internationales ; conférences de presse ; examens oraux des concours de cadre de la Banque ; tournages de films (Tous les matins du monde en 1991 ; Vatel en 2000) ; concerts et réceptions diverses.

### XXIesiècle: restauration de 2014-2015
Une étude de la société Perrot & Richard Architectes identifie les altérations de la Galerie dues aux travaux anciens (électrification du début du XXe siècle) et aux systèmes successifs de chauffage. Une minutieuse numérisation des boiseries et de la voûte est effectué par rayon laser. Une restauration complète débute en septembre 2014. Faisant appel aux techniques les plus récentes, elle concerne :
- les boiseries et les peintures de la voûte, restaurées sur place à l’aide d’un échafaudage occupant toute la galerie. Pour supporter son poids, le parquet est totalement démonté et le sol renforcé par des structures métalliques ;
- les toiles insérées dans les boiseries, déposées puis restaurées en atelier ;
- les lambris repeints en « blanc de roi », leur couleur d’origine, à la place de la teinte verte héritée d’une restauration intermédiaire ;
- le parquet, entièrement refait ;
- les vitres, dotées d'un double vitrage biseauté spécialement créé par Saint-Gobain.

La réfection s’achève en juillet 2015. La galerie dorée peut rouvrir au public, lors de visites hebdomadaires et à l'occasion des Journées du Patrimoine,,,,.

## Chronologie

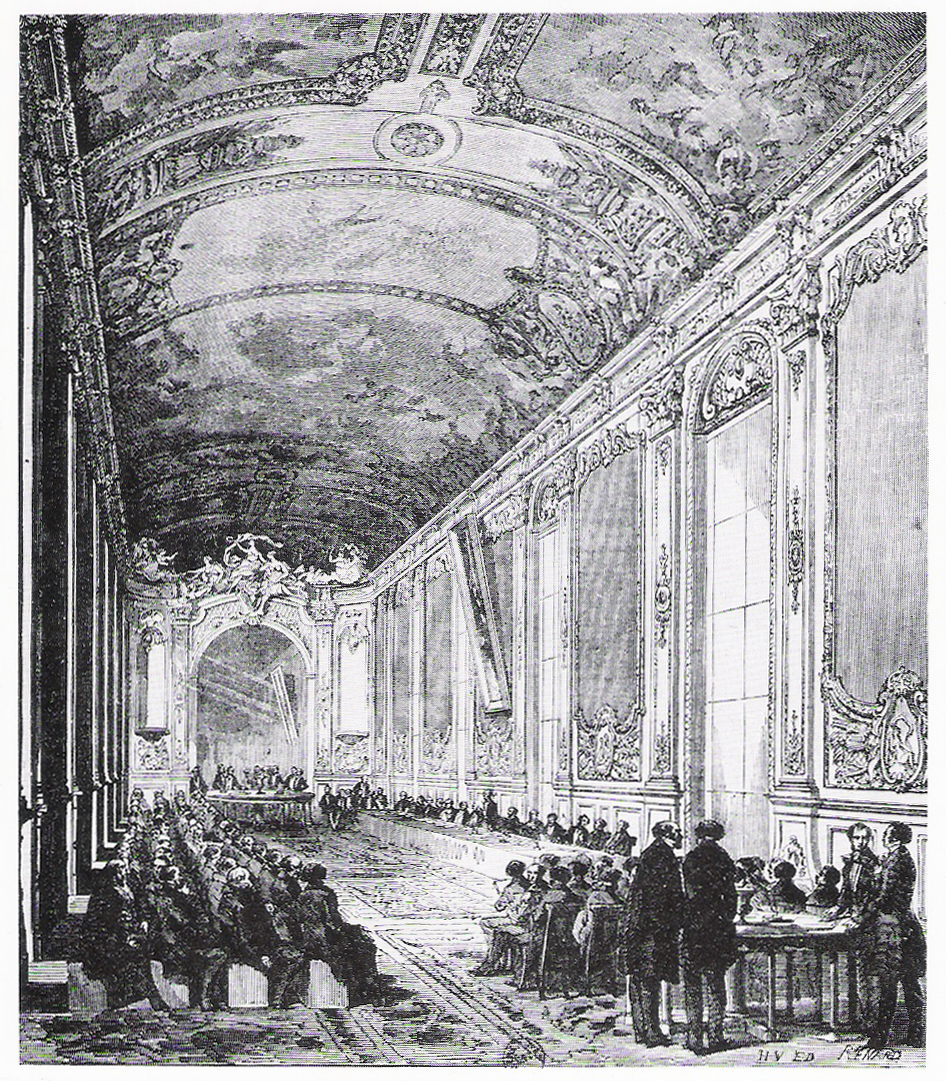
L'assemblée générale de la Banque de France, tenue le 29 janvier 1852 dans la Galerie dorée, par A. Renard

- 1635 à 1640 : construction par François Mansart ;
- 1646 à 1649 : peinture de la voûte par François Perrier ;
- 1714 à 1719 : nouvelle décoration par Robert de Cotte et François-Antoine Vassé ;
- 1793 : confiscation comme bien national et vandalisation partielle de la Galerie ;
- 1808 : achat par la Banque de France ;
- 17 janvier 1810 : première assemblée générale de la Banque, autour des 200 familles ;
- 1865 à 1869 : remplacement des peintures de François Perrier, en mauvais état, par des copies dues aux frères Paul et Raymond Balze et aux frères Denuelle ;
- 1870 à 1876 : démontage et remontage par Charles Questel. L'assemblée générale des actionnaires de la Banque s’y tient de nouveau jusqu’en 1936 ;
- 2014 à 2015 : restauration générale.

## Description
Œuvre monumentale, la galerie dorée mesure 40 mètres de long, 6,5 mètres de large et 8 mètres de haut.

### Voûte
La voûte s'orne d'une fresque initialement peinte par François Perrier entre 1646 et 1649. Ordonnée autour des quatre éléments représentés dans chaque coin, elle évoque le règne de Louis XIII et la naissance de Louis XIV.
Depuis l'entrée, on trouve : 
- L'Air avec Junon et Éole, qui évoque la régence d’Anne d’Autriche - Louis XIII mourant tente de retenir les vents, qui représentent les Grands du Royaume et la Fronde naissante (près de l'entrée, à gauche) ;
- L'Eau avec Neptune et Amphitrite, qui célèbre le mariage de Louis XIII et d’Anne d’Autriche en 1615 (à droite, face à l'air) ;
- Le Feu' avec Jupiter et Sémélé, qui rappelle la conception quasi-miraculeuse du Dauphin lors d’un d’orage, le 5 décembre 1637 (au fond, à gauche) ;
- La Terre avec Pluton et Proserpine, qui fait écho à la grave crise traversée par le couple et à sa réconciliation en août 1637 (à droite, face au feu).

Au centre du plafond, le char d'Apollon, précédé de l'étoile du matin Vénus et suivi de la Lune, traverse le ciel. Il évoque la naissance de Louis XIV - représenté par Apollon - le 5 septembre 1638, à 11 heures 45. L'emplacement des astres correspond au ciel astrologique du futur Roi-Soleil,. Le Scorpion - signe ascendant du souverain (15e degré) - apparaît à gauche, c'est-à-dire à l'horizon est. Le peintre avait donc connaissance de cet élément. Louis XIV était né sous la Vierge, son signe solaire. Mais l'astrologie ancienne considérait l'ascendant comme le vrai signe astral. Par contre, l'artiste a inversé le zodiaque : au dessus de l'horizon, on devrait trouver, après le Scorpion, la Balance, la Vierge (au milieu du ciel), le Lion, le Cancer, les Gémeaux et le Taureau. Or, on aperçoit le Sagittaire, le Capricorne, le Verseau, les Poissons, le Bélier et le Taureau, situés sous l'horizon à la naissance de Louis XIV.
L’œuvre originale n’existe plus. Lors de la restauration de 1865-1869, les peintures de Perrier, en mauvais état, sont remplacées par des copies dues à Paul Balze, à son frère Raymond et aux frères Denuelle.

Plafond
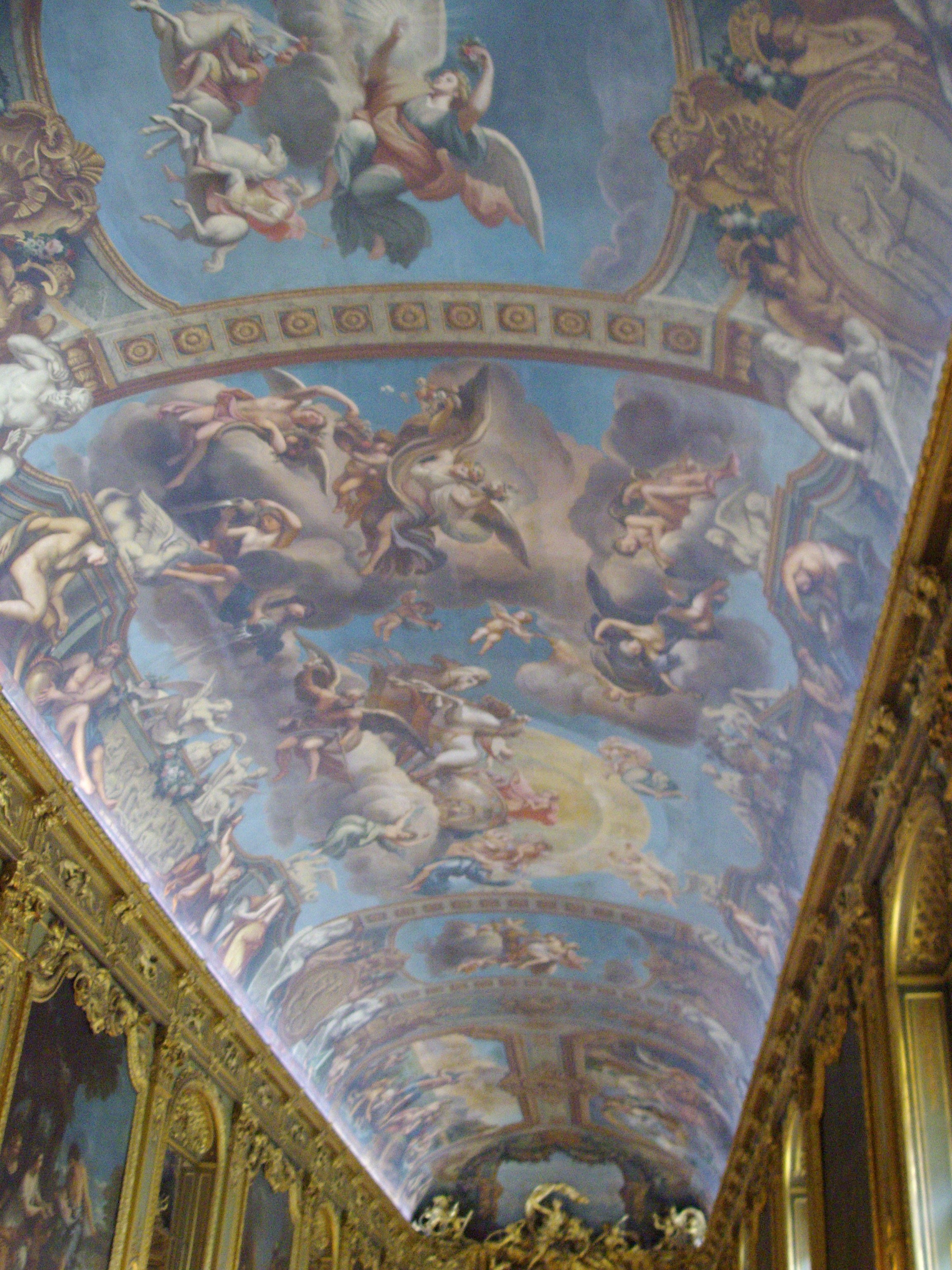
Vue d'ensemble.
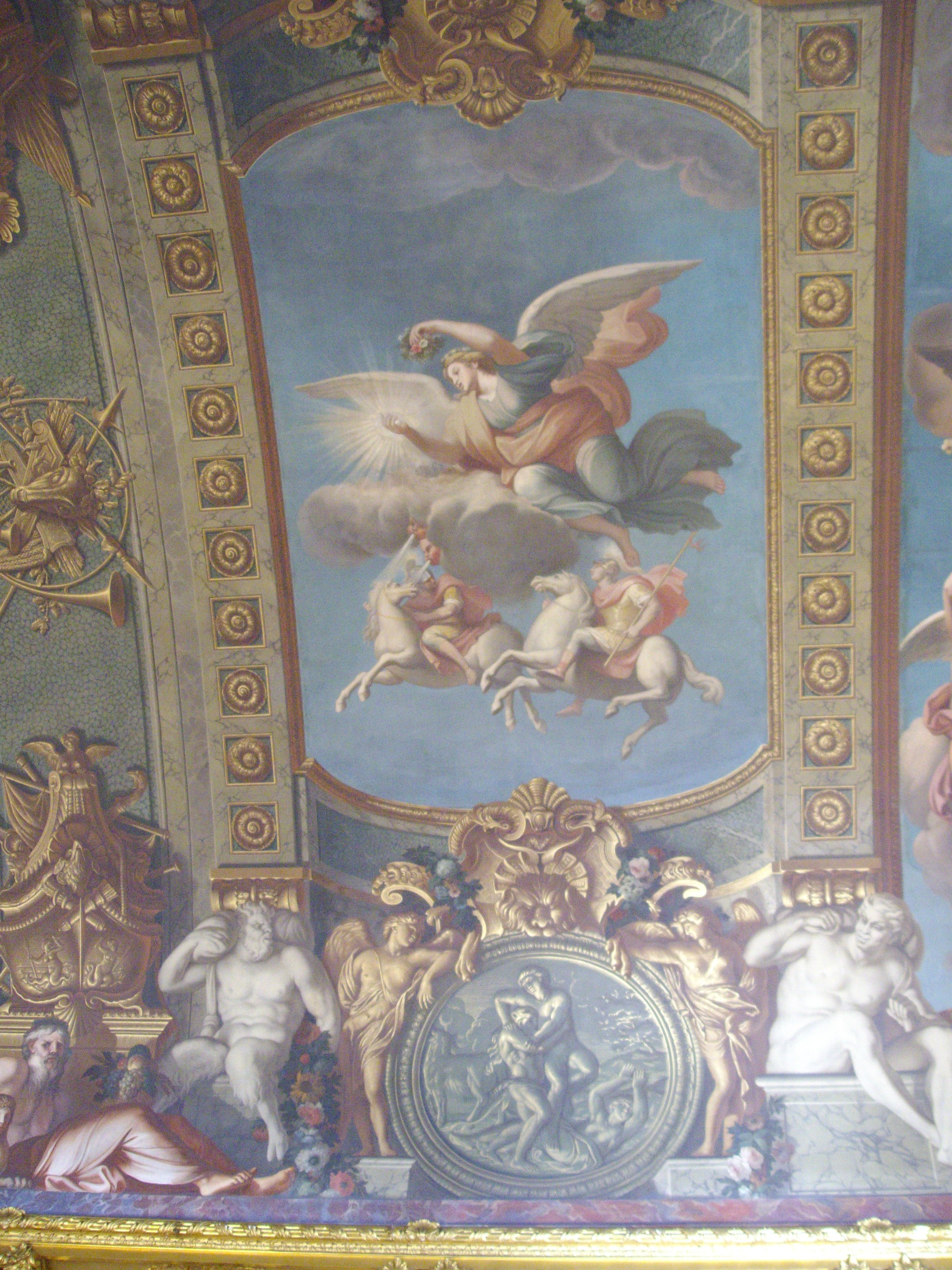
L'Étoile du matin et les Gémeaux.
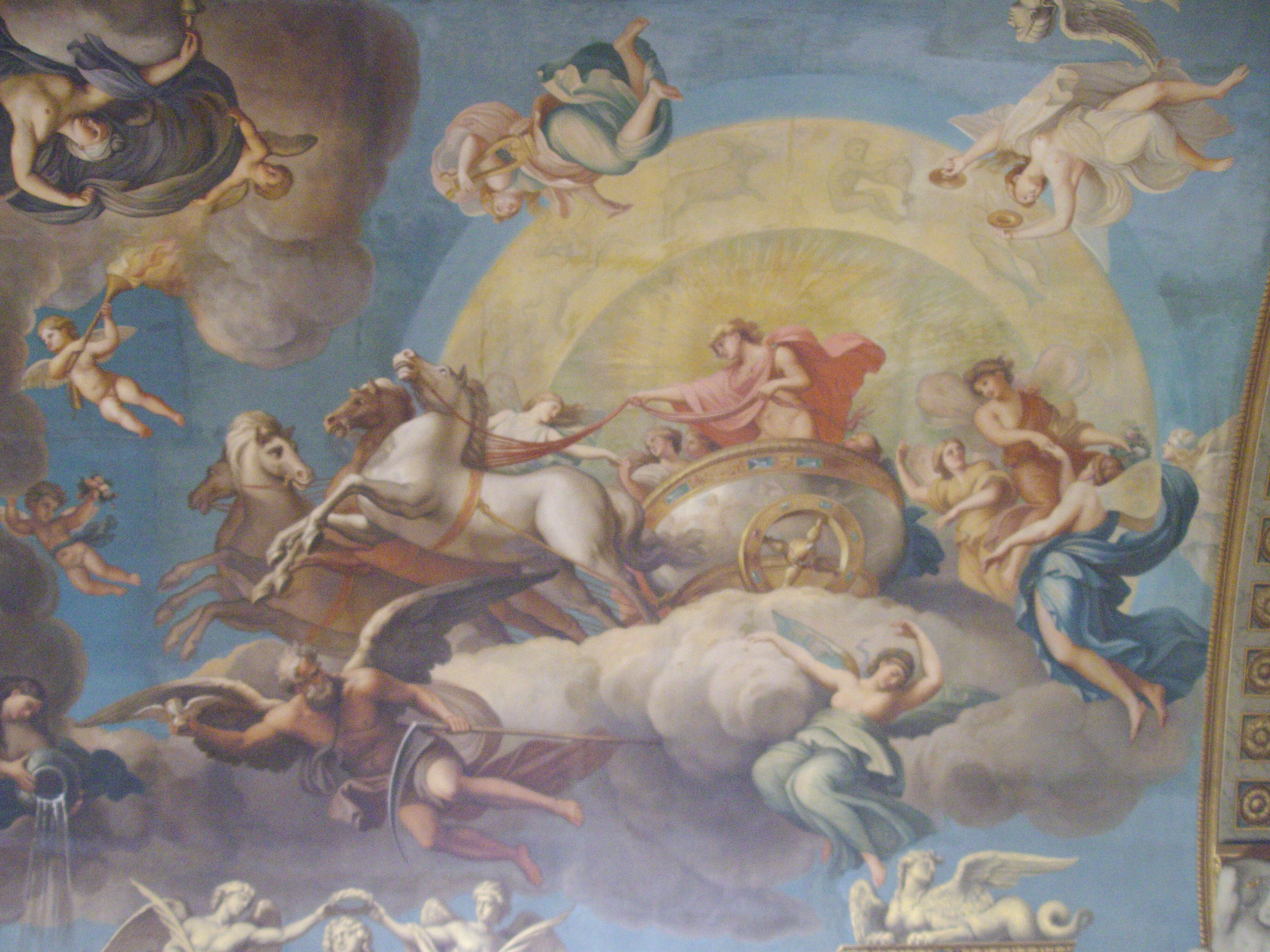
Apollon.

### Peintures
Les dix tableaux de maître achetés par Louis Phélypeaux de la Vrillière illustrent des scènes peintes par Le Guerchin, Nicolas Poussin, Carlo Maratta, Pierre de Cortone, Alessandro Turchi et Le Guide, presque toutes tirées de l’histoire romaine. Une seule toile (L'Enlèvement d’Hélène par Pâris, de Guido Reni) honore la mythologie grecque. Saisis à la Révolution, les originaux sont aujourd'hui conservés au Louvre et dans d’autres musées français selon le décret Chaptal. Un seul tableau est de l'école française, celui de Nicolas Poussin qui vivant à Rome était alors assimilé à l'école romaine.
- Guido Reni, L’Enlèvement d’Hélène par Pâris,  Paris, musée du Louvre. Copie Jules Castain 1866
- Pierre de Cortone, Faustulus confie Romulus et Remus à Laurentia, Paris, musée du Louvre. Copie Edouard Vimont 1868
- Pierre de Cortone, Auguste et la Sibylle, Nancy, musée des Beaux-arts. Copie Pierre-Louis Bouchard 1867
- Pierre de Cortone, César remet Cléopâtre sur le trône d’Égypte, Lyon, musée des Beaux-arts. Copie Feançois Gôse 1866
- Guerchin, Les Adieux de Caton d’Utique à son fils, Marseille, musée des Beaux-arts. Copie Hippolyte Ravergie 1874
- Guerchin, Coriolan supplié par sa mère, Caen, musée des Beaux-arts. Copie Eugène Guibert 1867
- Guerchin, Le Combat des Sabins et des Romains, Paris, musée du Louvre. Copie Marius Abel 1866
- École d’Alessandro Turchi, La Mort de Cléopâtre, Paris, musée du Louvre. Copie Etienne Antoine Ronjat 1867
- Nicolas Poussin, Camille livre le maître d'école de Faléries à ses écoliers, Paris, musée du Louvre. Copie Hippolyte Ravergie 1868
- Carlo Maratta, L’empereur Auguste ordonne de fermer les portes du temple de Janus, Lille, Palais des Beaux-arts. Copie Anton Hansmann 1867

Copies de toiles de maître
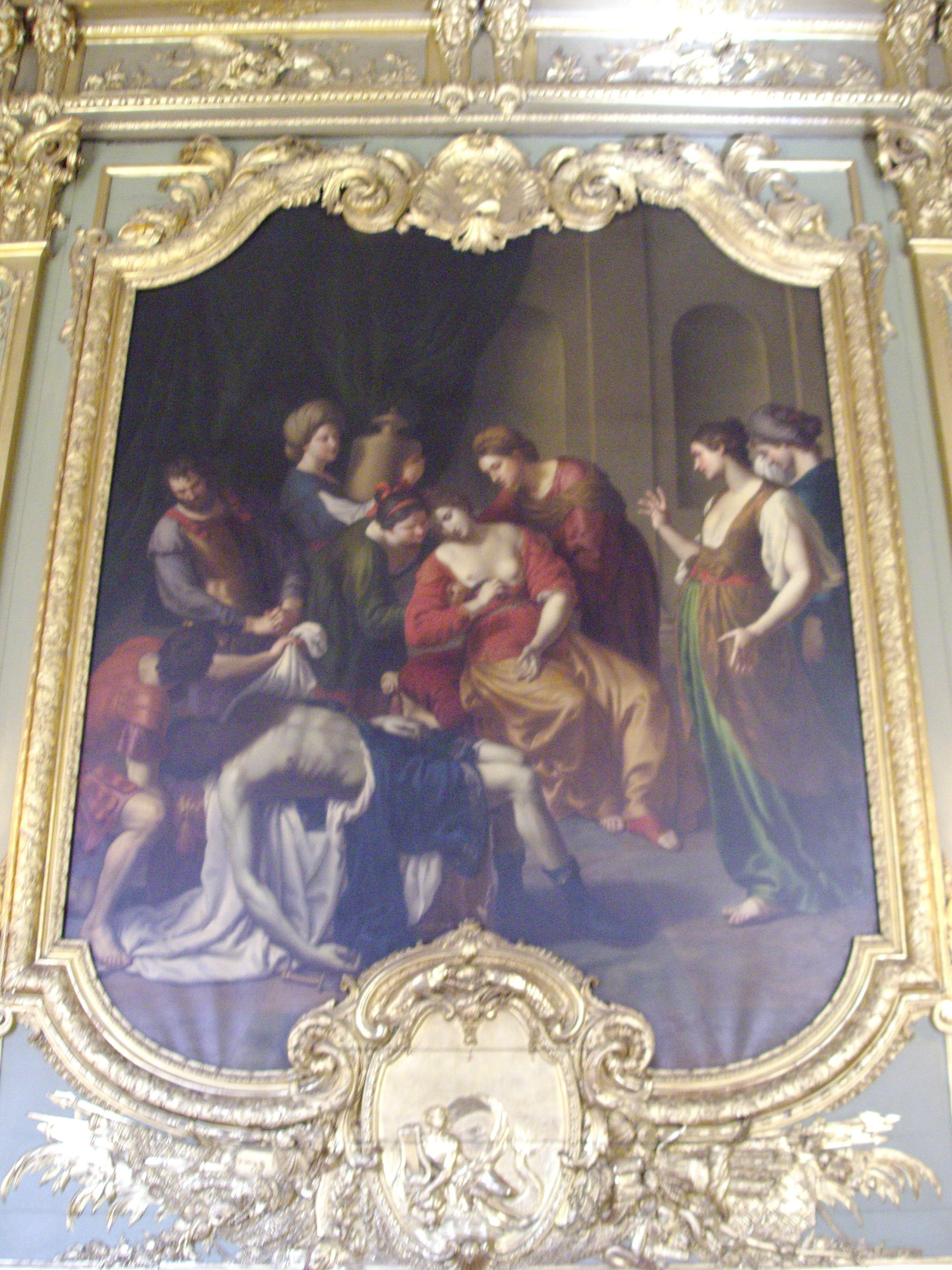
La Mort de Cléopâtre de Turchi.
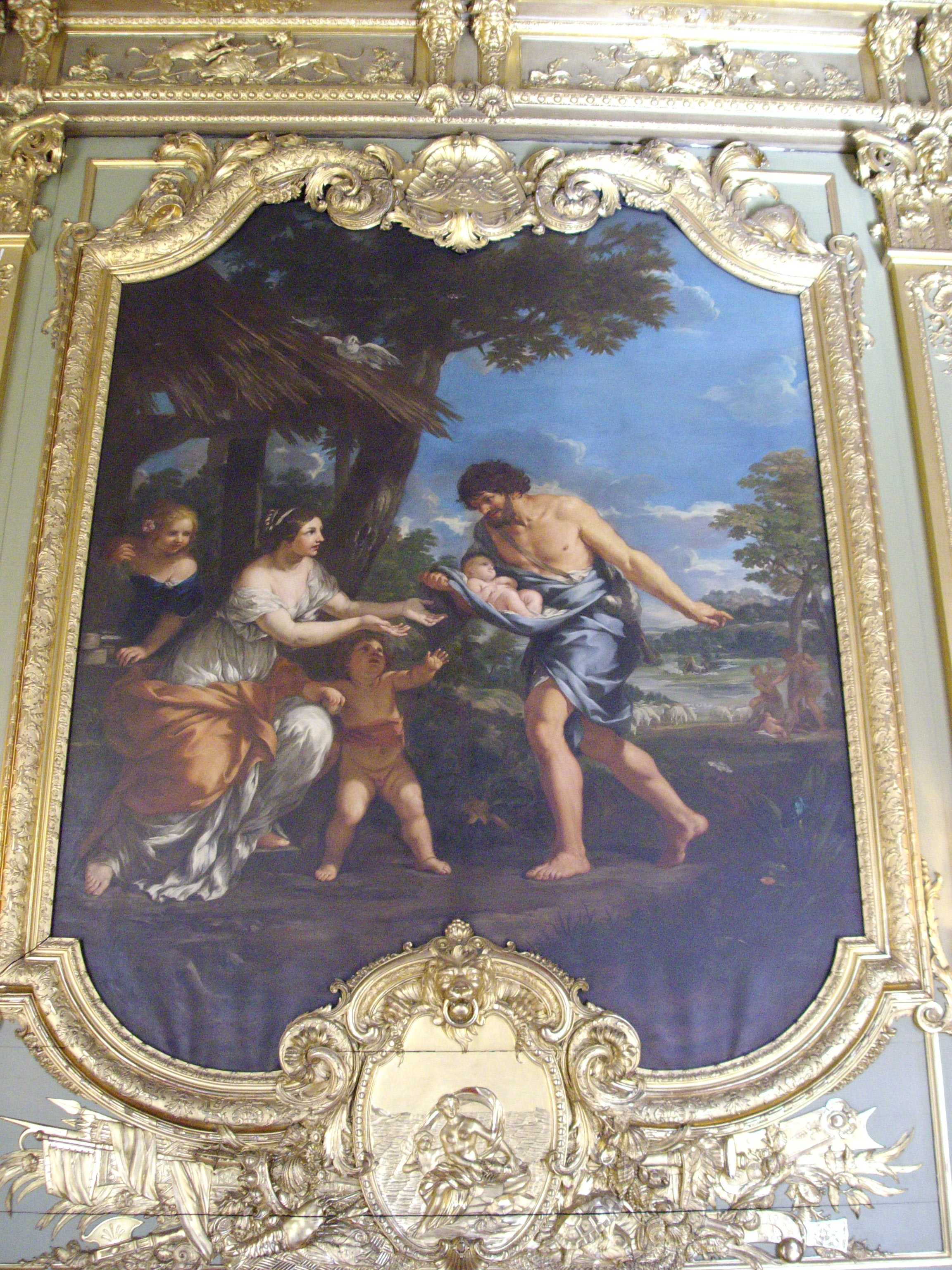
Faustulus confie Romulus et Remus à Laurentia de Cortone.
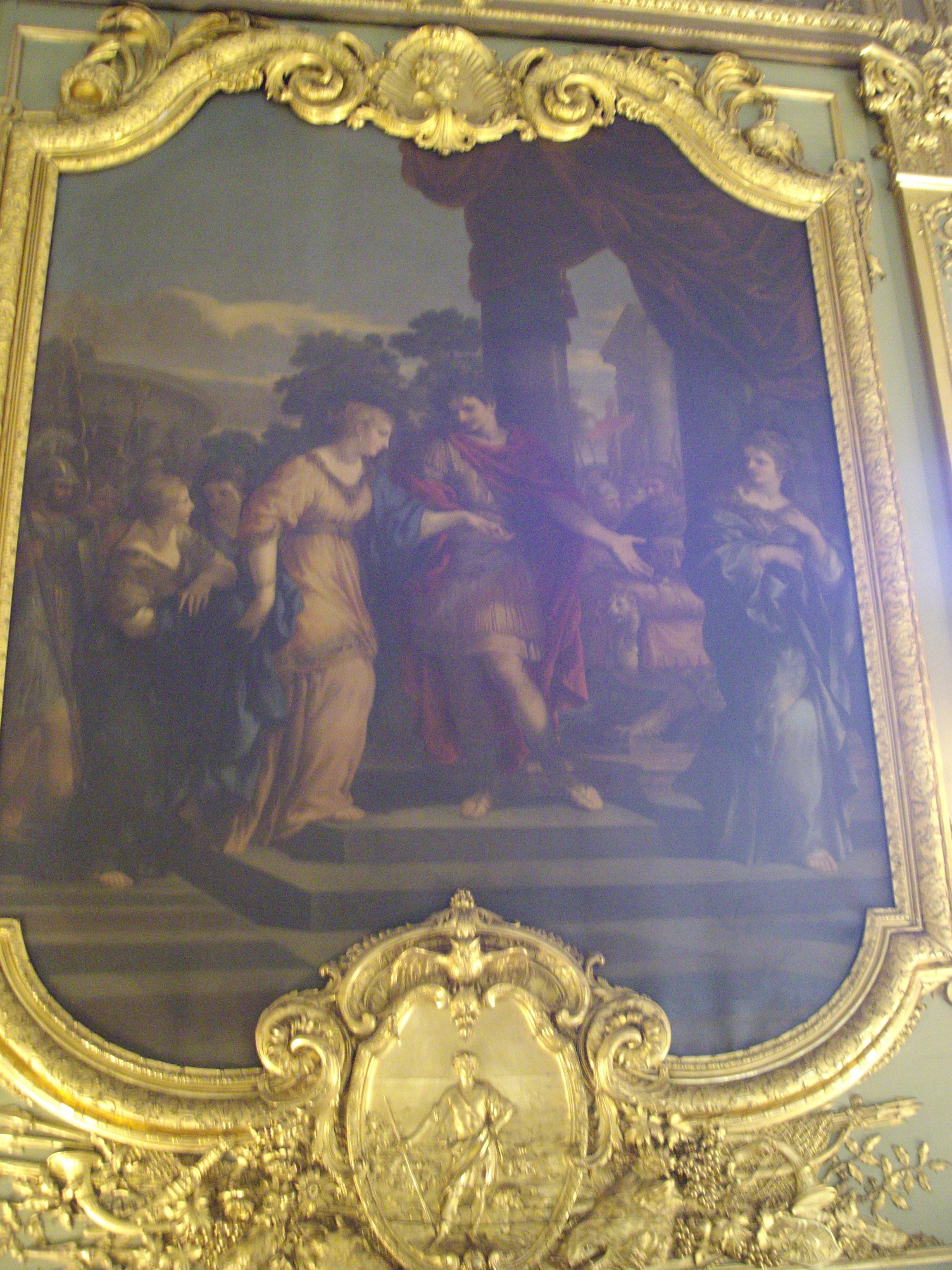
César rétablit Cléopâtre sur le trône d'Égypte de Cortone.
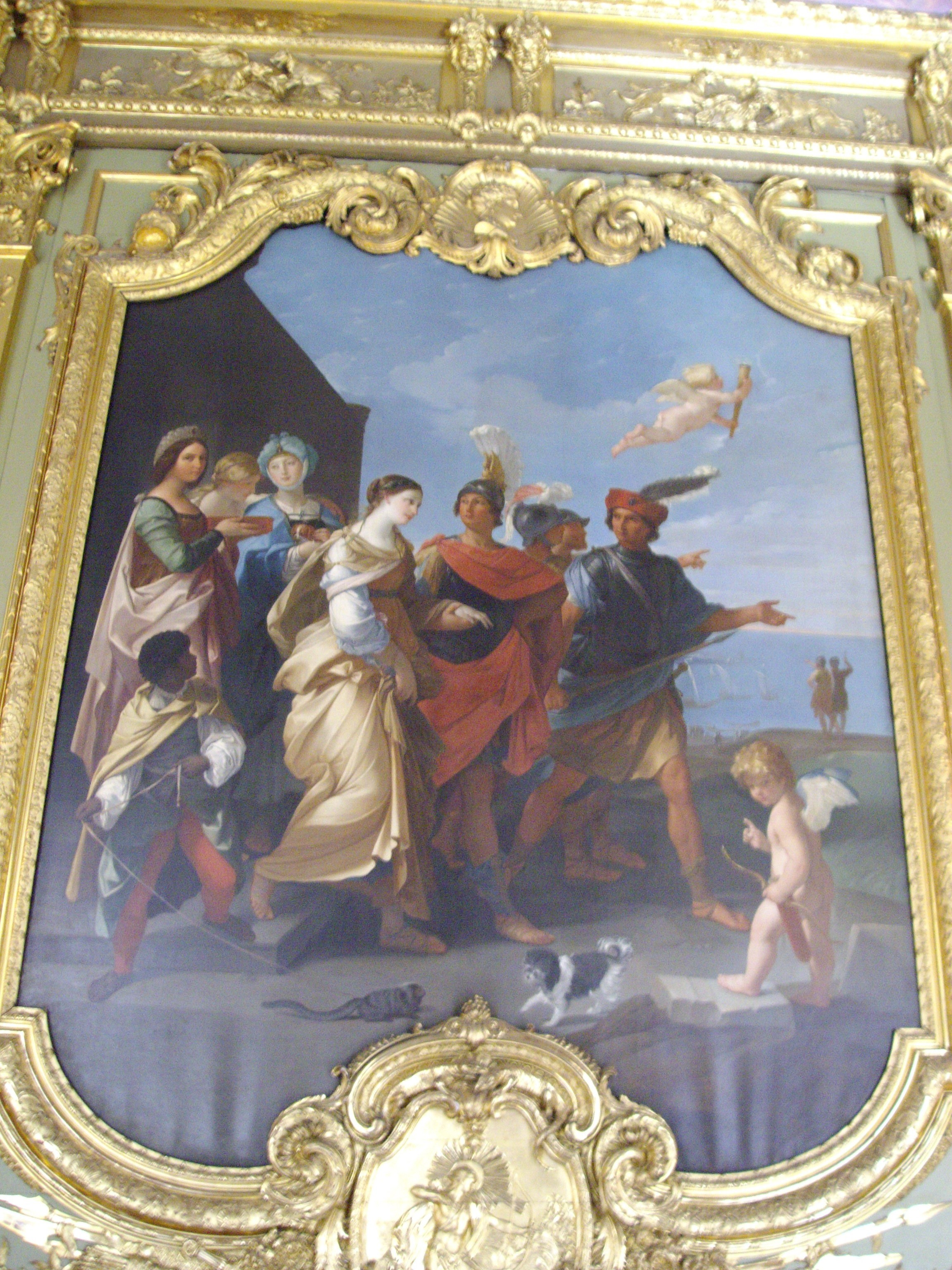
Pâris enlevant Hélène de Guido Reni.
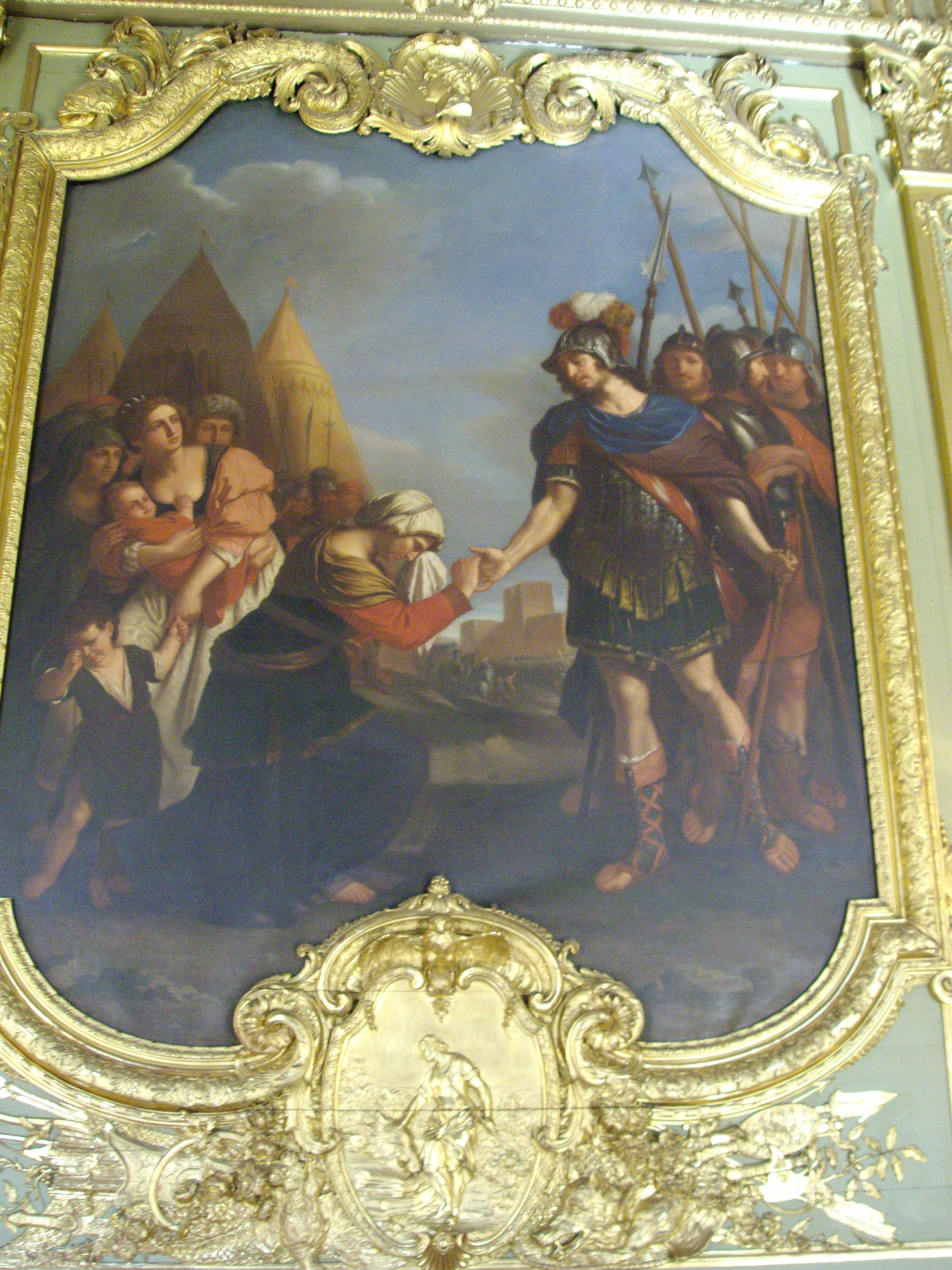
Coriolan supplié par sa mère du Guerchin.

### Boiseries
De 1714 à 1719, lors d'une nouvelle campagne de décoration, les actuelles boiseries sont sculptées par Robert de Cotte et François-Antoine Vassé.
Deux trophées encadrent la Galerie : 
- au-dessus de la porte, le triomphe de Diane Chasseresse, accompagnée de bois de cerfs taillés dans un seul morceau de corne ;
- à l’extrémité, au-dessus de la cheminée, Leucothée, déesse protectrice des marins, guide une proue de navire.

Cette iconographie évoque les charges du comte de Toulouse, amiral de France dès cinq ans et Grand veneur à vingt ans.
Des reproductions des dix tableaux d'origine sont insérées dans les boiseries.
Six miroirs disposés symétriquement réfléchissent la lumière des larges fenêtres.
Enfin, les boiseries des angles représentent chacune l'un des quatre continents. L'Afrique et l'Amérique veillent sur l'entrée tandis que l'Asie et l'Amérique trônent de part et d'autre de la cheminée,,.

Boiseries (détails)
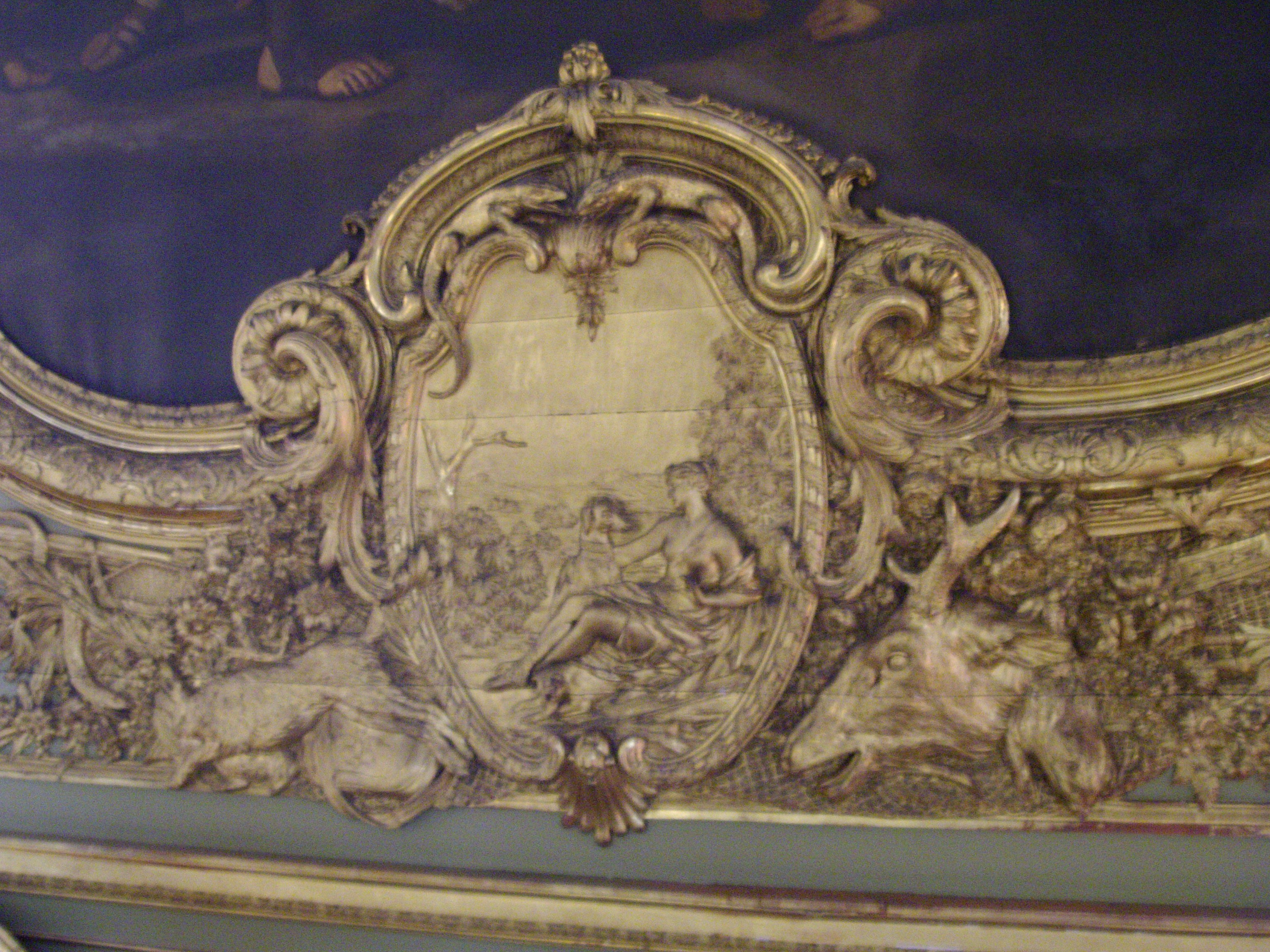
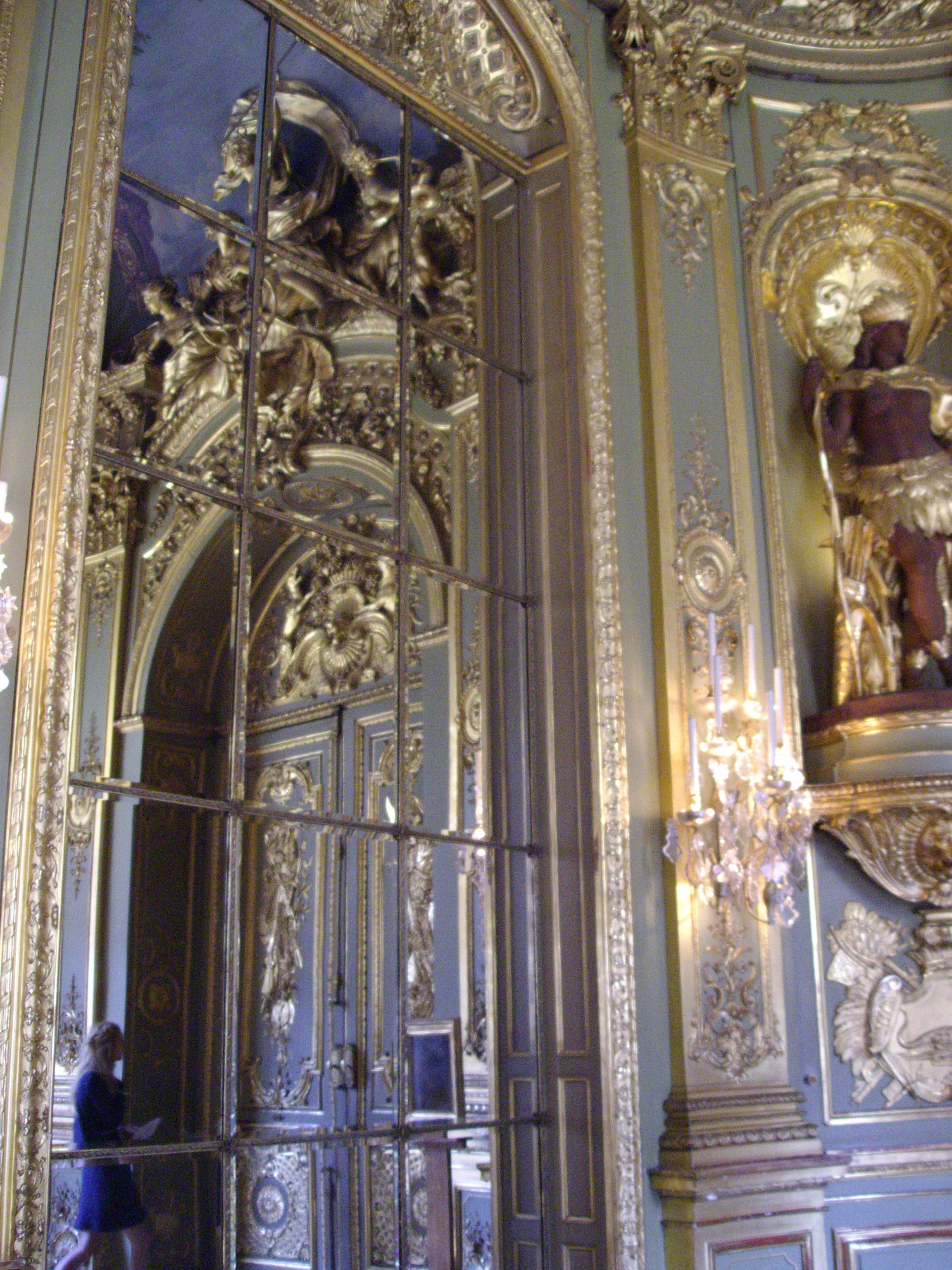
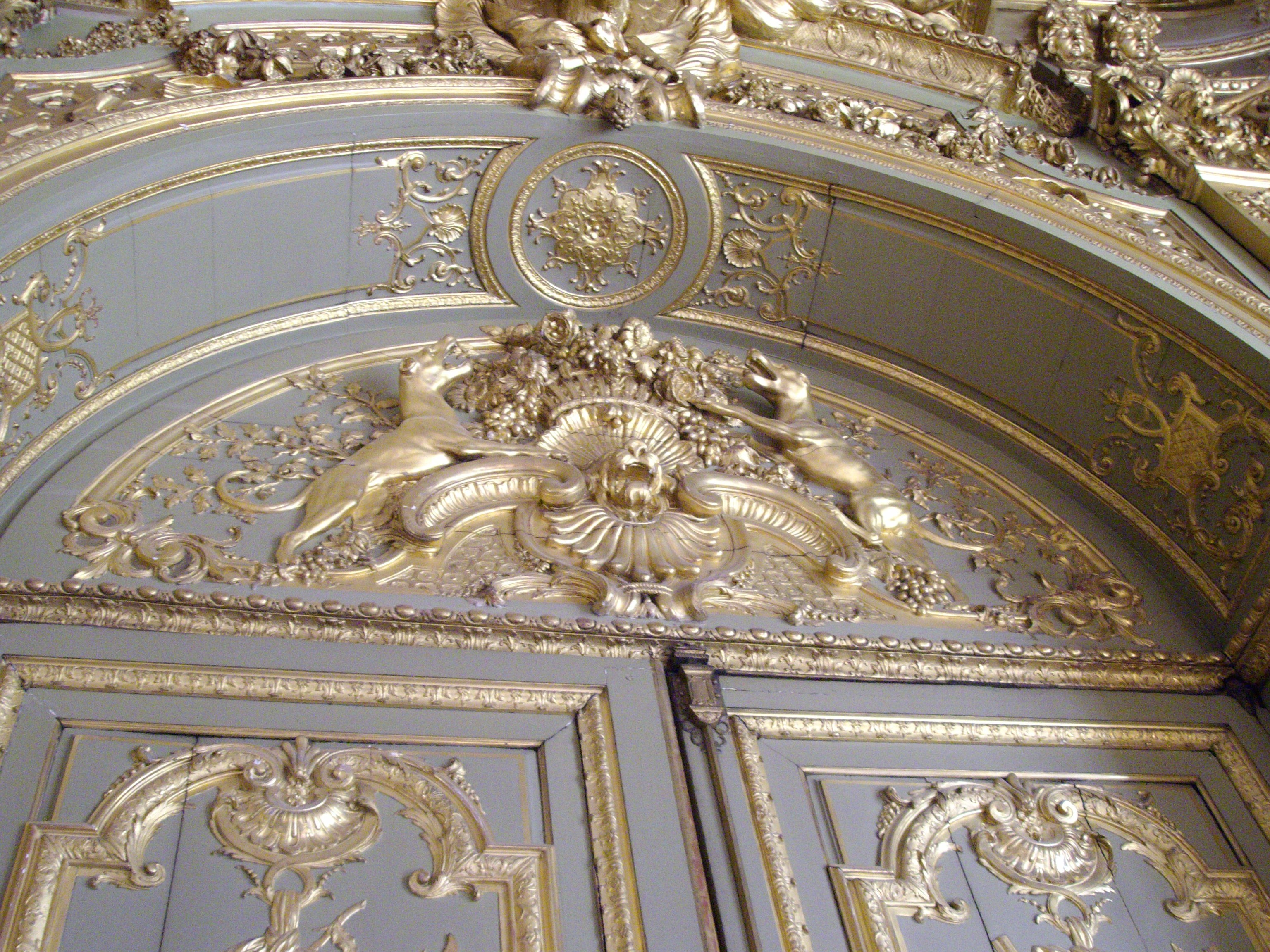
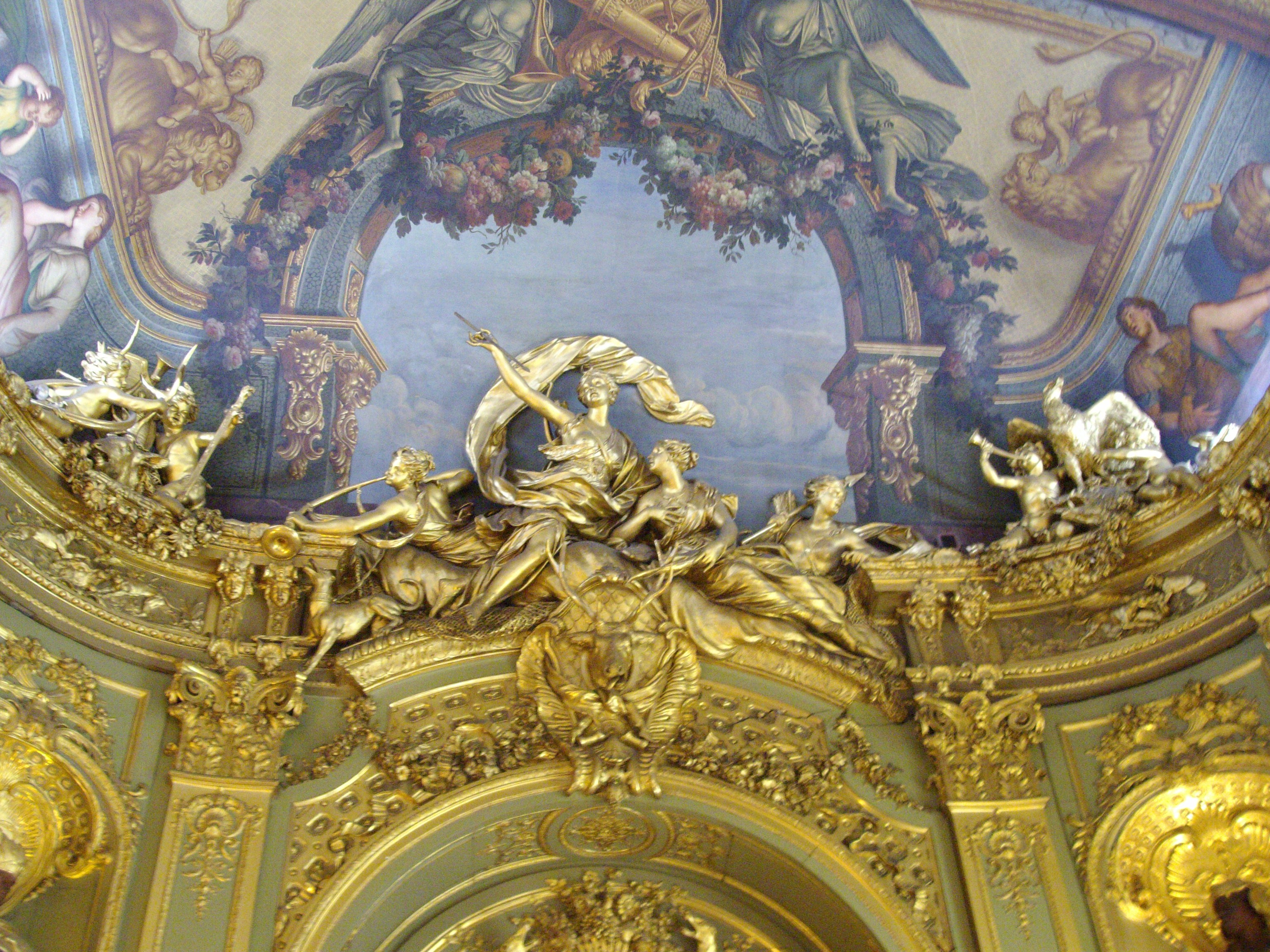
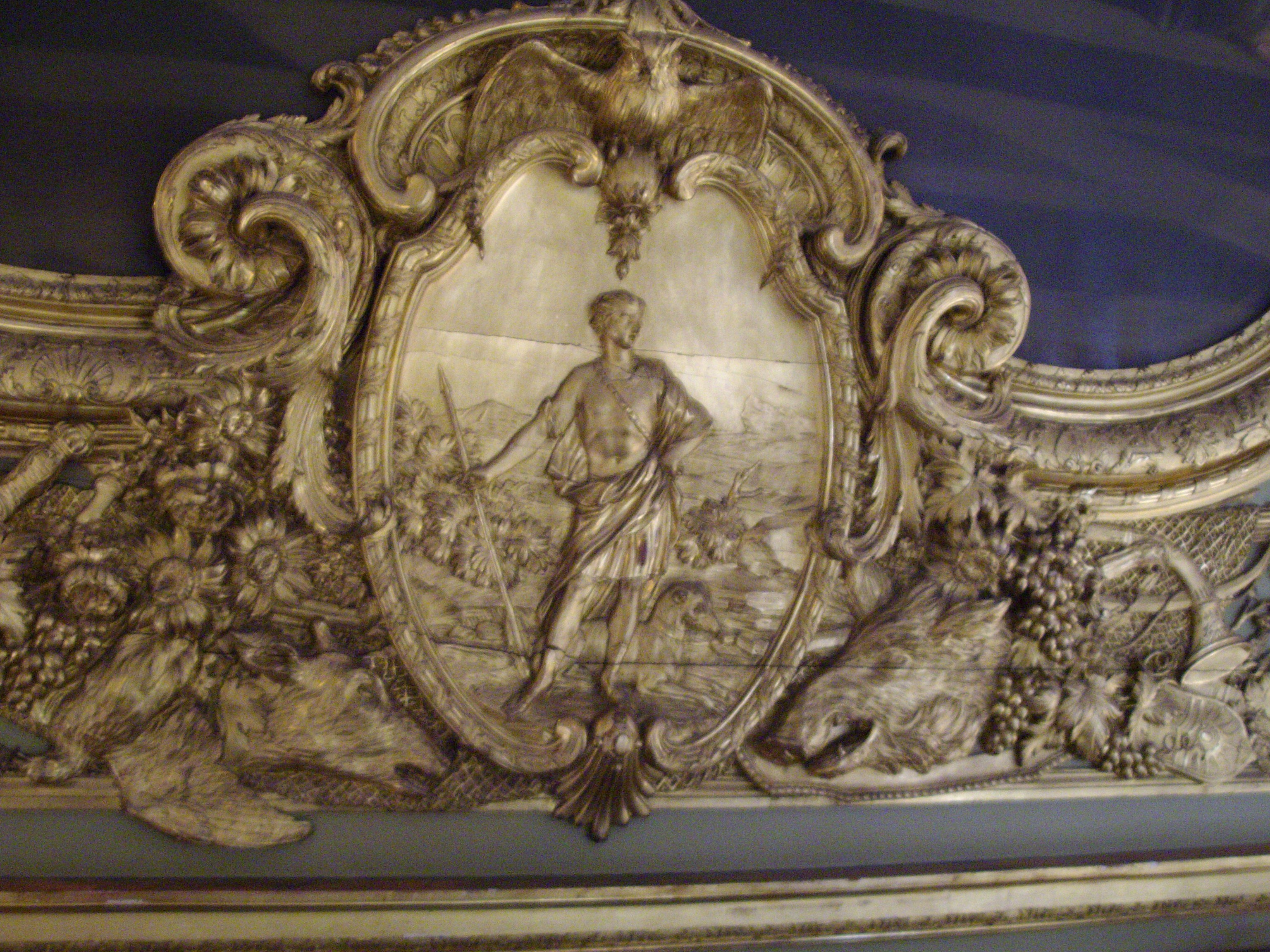

### Cheminée
À l’opposé de l’entrée se situe une cheminée de 1813. Dans l'âtre, une plaque en bronze porte les armoiries Bourbon du duc de Penthièvre (fleurs de lys et bâton de la bâtardise) avec les ordres de la Toison d'or, de Saint-Michel et du Saint-Esprit.
Sur la cheminée trône un buste sculpté de Mansart. Il porte la haute perruque des architectes.

Cheminée
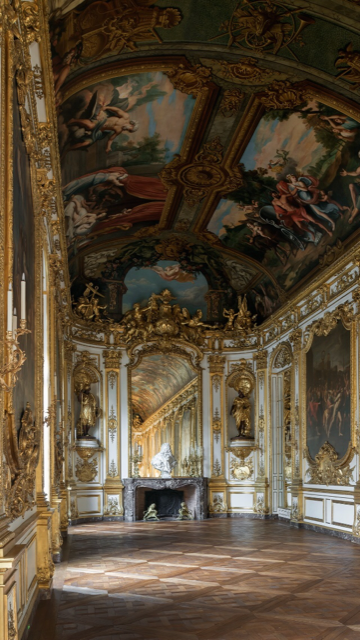
Fond de la Galerie dorée après restauration.
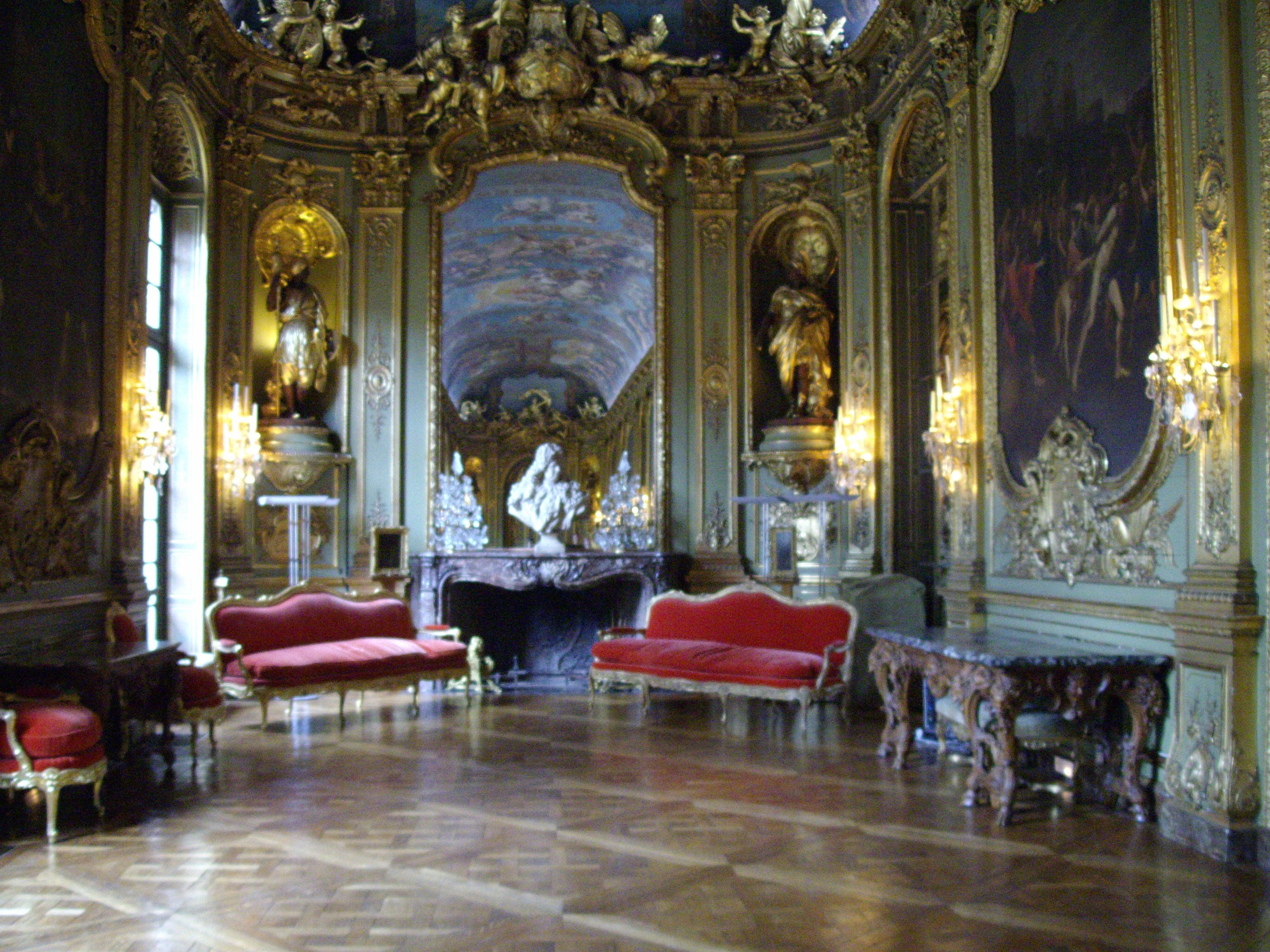
Fond de la Galerie dorée.

## Lieu de tournage
En 2019, une équipe de l'émission Secrets d'Histoire a tourné plusieurs séquences dans la galerie dans le cadre d'un numéro consacré aux favoris de Marie-Antoinette d'Autriche, intitulé  Les favoris de Marie-Antoinette et diffusé le 13 janvier 2020 sur France 3.